# コルシュキ駅
コルシュキ駅（Koluszki）はポーランドウッチ県東ウッチ郡コルシュキにある、ポーランド国鉄（PKP）の鉄道駅。

## 駅構造
3面6線の地上駅。

## 駅周辺
- 市公共図書館

## 歴史
- 1866年9月2日 - 開業。
- 1865年11月19日 - ウッチ～コルシュキ間の鉄道（17号線）が接続。
- 1968年 - 駅舎改築。

## 隣の駅
ポーランド国鉄
1号線
ボングルィ駅 - コルシュキ駅 - フルスティ・ノヴェ駅
17号線
コルシュキ駅 - ジャコビツェ駅
534号線
コルシュキ駅 - ミコワユフ駅
535号線
ジェレン駅 - コルシュキ駅
ビクノ - コルシュキ線
レグニR1駅 - コルシュキ駅